# Acetarzol
Az acetarzol fertőzések elleni szer.
1921-ben fedezte fel Ernest Fourneau a Pasteur intézetben. Márkaneve: Stovarsol. Kúpként használják. Magyarországon nincs engedélyezve.

## Fordítás
Ez a szócikk részben vagy egészben  az   Acetarsol című angol Wikipédia-szócikk ezen változatának fordításán alapul.  Az eredeti cikk szerkesztőit annak laptörténete sorolja fel. Ez a jelzés csupán a megfogalmazás eredetét és a szerzői jogokat jelzi, nem szolgál a cikkben szereplő információk forrásmegjelöléseként.